# Svalbard radio

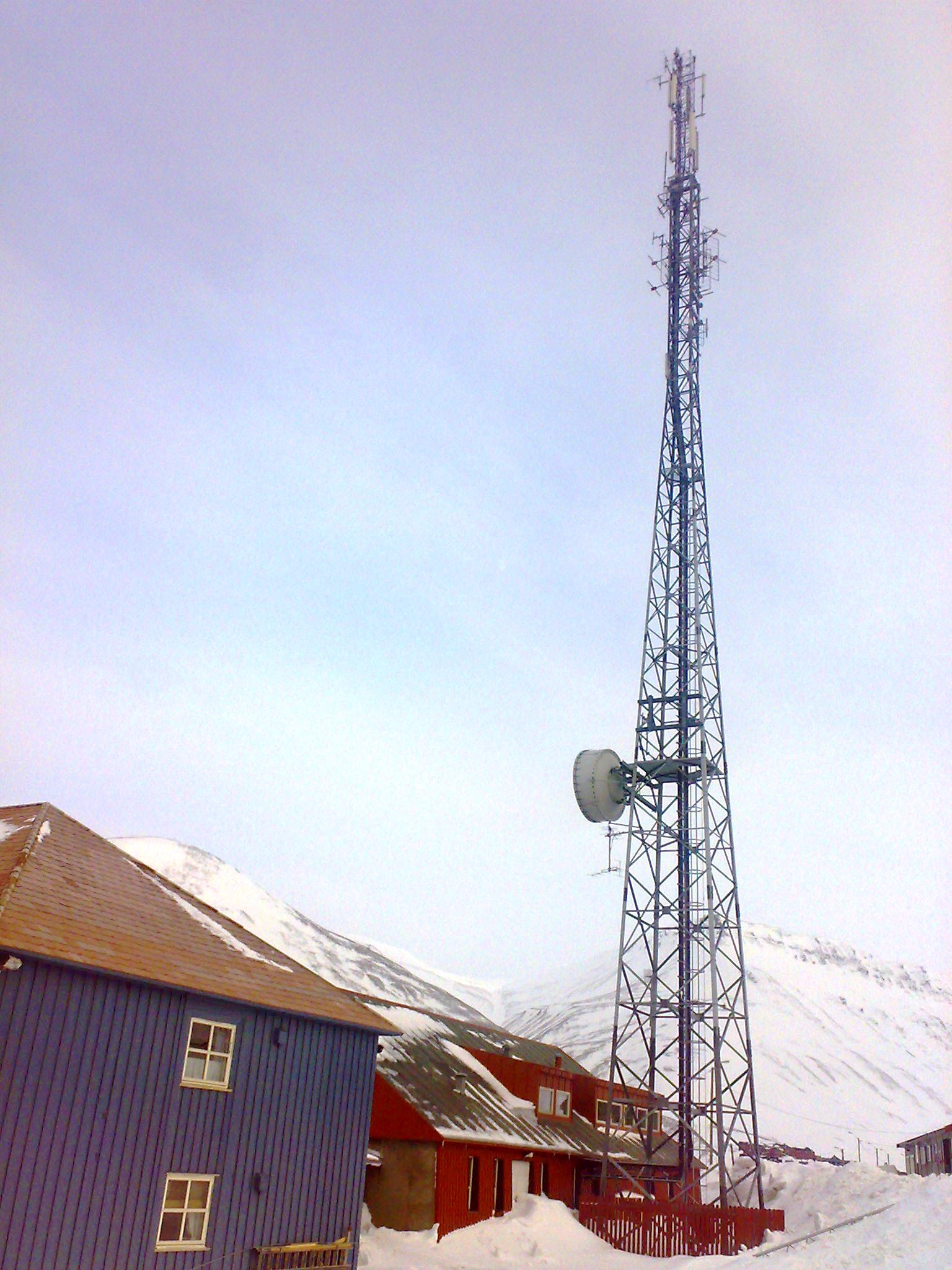
Antenne de Svalbard Radio à Longyearbyen.

Svalbard Radio est une station radio créée le 3 mai 1911 sur décision du parlement norvégien originellement à Green Harborg (Grønfjord) et transférée en 1925 à Longyearbyen.